# Whiskas
Whiskas («Ви́скас») — международный бренд кормов для домашних кошек, бизнес-подразделения Petcare американского производителя продуктов питания и кормов для домашних животных Mars, Incorporated. В ассортимент компании входят различные сухие и влажные корма для кошек.

Корм Whiskas

## О продукте
Корма Whiskas заявлены как полнорационные, то есть удовлетворяющие ежедневную потребность кошки в необходимых питательных веществах и витаминах. В ассортимент Whiskas входят сухие и влажные корма для кошек. Выпускаются специализированные линейки для котят, взрослых кошек, кошек старше 7 лет, а также стерилизованных кошек.

## История
В 1936 году с появлением корма Kal Kan в США было положено начало истории категории промышленных кормов для кошек. Позже корм был переименован в Whiskas на всех рынках, кроме японского.
Впервые Whiskas был запущен как бренд в 1958 году в Великобритании.
Whiskas был первым брендом, который разработал несколько вкусов кормов для кошек, что способствовало укреплению позиций компании на международном рынке.
В России первая фабрика Mars по производству кормов для домашних животных открылась в 1995 году в Ступинском районе в Московской области.

## Коммуникация бренда
В качестве главного героя рекламы Whiskas были выбраны кошки британской породы окраса «чёрно-серебристый макрель», другое общепринятое название окраса — «мраморный сильвер-табби».

## Видеоподкаст The Purrcast
The Purrcast — видеоподкаст, запущенный брендом кормов для кошек Whiskas. Проект ориентирован на новых владельцев котят и создан с целью помочь им справляться с повседневными задачами по уходу за питомцами. Особенность подкаста заключается в том, что он «ведется» от лица двух кошек — Каспурра и Агнес.
Каждый выпуск подкаста посвящён одному из популярных вопросов, связанных с воспитанием и содержанием котят. В коротких видеороликах рассматриваются такие темы, как значение мурлыканья, частота игр, переход с корма для котят на взрослый рацион, допустимость кормления «человеческой» пищей, знакомство с другими животными и выбор подходящих напитков для питомца.
Контент подкаста сформирован на основе анализа наиболее частых запросов владельцев кошек. Whiskas провёл исследование поисковых запросов, обсуждений в социальных сетях и обращений в клиентскую поддержку на рынках Европы, Латинской Америки и Юго-Восточной Азии.
По данным бренда, около 72% котят живут в семьях миллениалов и представителей поколения Z, многие из которых не имеют предыдущего опыта содержания животных. The Purrcast призван компенсировать этот дефицит знаний, предоставляя доступный и адаптированный контент в формате коротких видеороликов. 